# Liste der Einträge im National Register of Historic Places im Swift County

Lage des Swift County in Minnesota

Die Liste der Einträge im National Register of Historic Places im Swift County in Minnesota führt alle Bauwerke und historischen Stätten im Swift County auf, die in das National Register of Historic Places aufgenommen wurden.

## Legende
| NRHP | Historic Place    |
| HD   | Historic District |

## Aktuelle Einträge
| [ 2 ] | Name                                                           | Bild                                                           | Eintragsdatum        | Lage                                                               | Ort                    | Beschreibung                                                                                     |
| ----- | -------------------------------------------------------------- | -------------------------------------------------------------- | -------------------- | ------------------------------------------------------------------ | ---------------------- | ------------------------------------------------------------------------------------------------ |
| 1     | Appleton City Hall                                             | Appleton City Hall                                             | 1977 ID-Nr. 77000770 | 23 South Miles Street 45° 11′ 59″ N, 96° 1′ 8″ W                   | Appleton               | 1895 aus Backsteinen im neuromanischen Stil errichtetes Rathaus                                  |
| 2     | Christ Episcopal Church                                        | Christ Episcopal Church                                        | 1985 ID-Nr. 85001761 | 310 13th Street, North 45° 18′ 57″ N, 95° 35′ 56″ W                | Benson                 | 1879 im neugotischen Stil errichtete Kirche                                                      |
| 3     | Church of St. Bridget-Catholic                                 | Church of St. Bridget-Catholic                                 | 1985 ID-Nr. 85001768 | 3rd Street Ecke Ireland Avenue 45° 15′ 33″ N, 95° 28′ 7″ W         | De Graff               | 1901 aus Backstein im neugotischen Stil errichtete Kirche                                        |
| 4     | Church of St. Francis Xavier-Catholic                          | Church of St. Francis Xavier-Catholic                          | 1985 ID-Nr. 85001753 | 13th Street, North Ecke Montana Avenue 45° 19′ 6″ N, 95° 35′ 51″ W | Benson                 | 1917 nach einem Entwurf des Architekten Emmanuel Louis Masqueray errichtete Kirche               |
| 5     | Gethsemane Episcopal Church                                    | Gethsemane Episcopal Church                                    | 2011 ID-Nr. 11000469 | 40 North Hering Street 45° 12′ 1″ N, 96° 1′ 3″ W                   | Appleton               | 1879 im neugotischen Stil errichtete Kirche                                                      |
| 6     | Monson Lake State Park CCC/WPA/Rustic Style Historic Resources | Monson Lake State Park CCC/WPA/Rustic Style Historic Resources | 1989 ID-Nr. 89001666 | Abseits der County Road 95 45° 19′ 16″ N, 95° 16′ 37″ W            | südöstlich von Sunburg | In den 1930er Jahren vom Civilian Conservation Corps errichtete Parkgebäude                      |
| 7     | Sabin S. Murdock House                                         | Sabin S. Murdock House                                         | 1985 ID-Nr. 85001752 | Clara Avenue 45° 13′ 28″ N, 95° 23′ 23″ W                          | Murdock                | 1878 im Italianate-Stil errichtetes Wohnhaus des Stadtgründers                                   |
| 8     | Swift County Courthouse                                        | Swift County Courthouse                                        | 1977 ID-Nr. 77000771 | 301 14th Street, North 45° 19′ 2″ N, 95° 36′ 3″ W                  | Benson                 | 1898 aus Backsteinen im Richardsonian-Romanesque-Stil errichtetes Justiz- und Verwaltungsgebäude |
| 9     | Christian F. Uytendale Farmstead                               |                                                                | 1985 ID-Nr. 85001989 | Abseits des County Highway 25 45° 23′ 10″ N, 95° 34′ 18″ W         | Benson                 | 1887 errichtetes Farmhaus im dänischen Stil                                                      |